# Parvospeonomus vilarrubiasi
Parvospeonomus vilarrubiasi es una especie de escarabajo del género Parvospeonomus, familia Leiodidae. Fue descrita por Zariquiey en 1940.

## Distribución
Se encuentra en España.